# Playa de Saturrarán
La playa de Saturrarán pertenece al municipio guipuzcoano de Motrico, en el País Vasco (España). Está situada en la bahía de Ondárroa que se abre desde el pequeño cabo conocido como Arta Punta y las peñas de Eskilantxarri de Saturrarán , que comparte con la vecina playa de Arrigorri, justo en el límite de las provincias de Guipúzcoa y Vizcaya, al final del pequeño valle del río Mijoa que desemboca en el lado izquierdo del arenal. Tras ella se encuentra el espacio conocido como Siete playas, ya en la rasa mareal, donde está permitido en nudismo. Forma parte del Geoparque de la Costa Vasca.
El lugar, popular para los "baños de mar" de principios del siglo XX, tubo unas instalaciones de hostelería que tras la guerra civil se reconvirtieron en cárcel de mujeres y luego en seminario católico.

## Descripción
Sus arenas, de color dorado, se extienden por una longitud de 300 m hasta las rocas, unos picos de pizarra que se levantan en el mar, que la limitan por su parte oeste. La anchura del arenal es de unos 90 m pero muy variable por las mareas. El cambio de corrientes debido a las obras del vecino puerto de Ondárroa han erosionado la parte este de la playa dejando algunos guijarros, más apreciables en marea baja.
La playa de Saturrarán finaliza en la construcción conocida como Saturraran Zahar, un bello y singular caserío del siglo XVIII, y el único marítimo de la costa guipuzcoana. Este caserío ha sido fuente de inspiración en relatos y novelas tales como Las inquietudes de Shanti Andia de Pío Baroja o Siete Relatos de José María de Areilza, conde de Motrico y dueño del caserío y de las tierras que lo rodean. Estas propiedades se han intentado adquirir para su paso a titularidad pública por el Servicio de Costas de Guipúzcoa del Ministerio de Medio Ambiente de España, a instancias de la asociación naturalista Mutriku Natur Taldea de Motrico.
Las aguas, cuya  calidad está influida por el río Mijoa y la desembocadura del río Artibai y el puerto de puerto de Ondarroa han mejorado desde la entrada en funcionamiento de la depuradora de Galtzuaran que evita los vertidos al que desemboca en la bahía al lado de Ondárroa,  están más abiertas al mar que la cercana Arrrigori, haciendo una playa más brava, gozaron de fama a principios del siglo XX y dieron lugar a la aparición de varios hoteles, establecimientos que fueron convertidos en cárcel de mujeres después de la guerra civil.
La parte este de la playa, una vez superado el tramo de rocas, se abre a la rasa mareal que se prolonga por la costa guipuzcoana en el entorno conocido como Siete playas. En este espacio se forman dos pequeñas calas cuyas aguas son de una calidad considerablemente mejor, por estar a mar abierto. En estos espacios es habitual el nudismo. De allí al este, hacia Motrico, se extiende el espacio conocido como Siete Playas (Zazpi Hondartza en euskera; o, más coloquialmente, zazpi plaia) que es el espacio puro de la rasa mareal abierto bajo los acantilados. Espacio accesible en marea baja y de gran riqueza piscícola.
La fuerza del paisaje de este lugar, que sirve como telón de fondo a la vecina Ondárroa, ha dado pie a la creación de diferentes cuentos y leyendas sobre sus rocas y el mismo nombre del sitio.
La playa de Saturrarán merece una mención especial por sus inconfundibles y perfilados peñascos de Eskilantxarri. Está considerada una de las playas más turísticas del mar Cantábrico.

### Elflyschnegro
La playa de Saturrarán está ubicada en el límite occidental del Geoparque de la Costa Vasca en el entorno geológico formado por el denominado flysch negro, que corresponde a los afloramientos de los sedimentos más antiguos. Se  que se formaron en un periodo de entre 110 y 97  millones de años en el contexto de la formación del golfo de Vizcaya, en el que se dio un fondo marino irregular de profundos cañones y bloques más elevados limitados por grandes falla por donde accedía agua caliente y magma. Está formado principalmente por dos tipos de rocas las lutitas negras y capas de turbiditas, arenisca amarillas, que contiene también siderita,  mineral de hierro de color rojo vino. El espesor del conjunto de capas del flysch negro es de unos 1000 metros.
El flysch negro es muy rico en nódulos muchos de ellos del tipo  septaria, el estudio de estas rocas da información sobre la vida microbiana existente durante su formación y la manera de que esos microbios podían reaccionar ante los diferentes tipos de fluidos que podrían circular sobre el sedimento blando. También es rico en fósiles siendo uno de los pocos lugares del mundo en los que se pueden encontrar amonites gigantes.
Las rocas tipo  lutitas de color negro se formaron  por decantación lenta de sedimentos finos y pequeñas conchas de organismos marinos. El color negro se debe a su alto contenido de materia orgánica. Las capas den turbiditas son más duras y tienen color amarillento, se formaron por la caída de grandes aludes de agua y arena desde zonas más someras. Entre ellas se pueden encontrar extractos de siderita.
Los acantilados existentes entre la playa Kardala de Motrico y Saturrarán, que conforman el espacio denominada Siete playas, se encuentran en la parte superior del flysch negro en el que afloran de manera excepcional las margas con nódulos y capas continuas de siderita que en su base presentan un tramo de 2 m de espesor de calizas nodulosas y margas con un espesor máximo es de 300 metros pero no aflora su techo. Este afloramiento pertenece al periodo Albiense superior terminal. El área de este entorno es de 112,54 ha.
En las calizas nodulosas se observa cementaciones por carbonato que están relacionadas por actividad bacteriana proveniente de escapes hidrotermales ricos en hidrocarburos  ascendentes por fracturas ligadas a la falla. En nódulos sideríticos se hallan ocasionalmente fósiles de amonites y otros invertebrados que datan los extractos.

## La leyenda de Satur y Aran

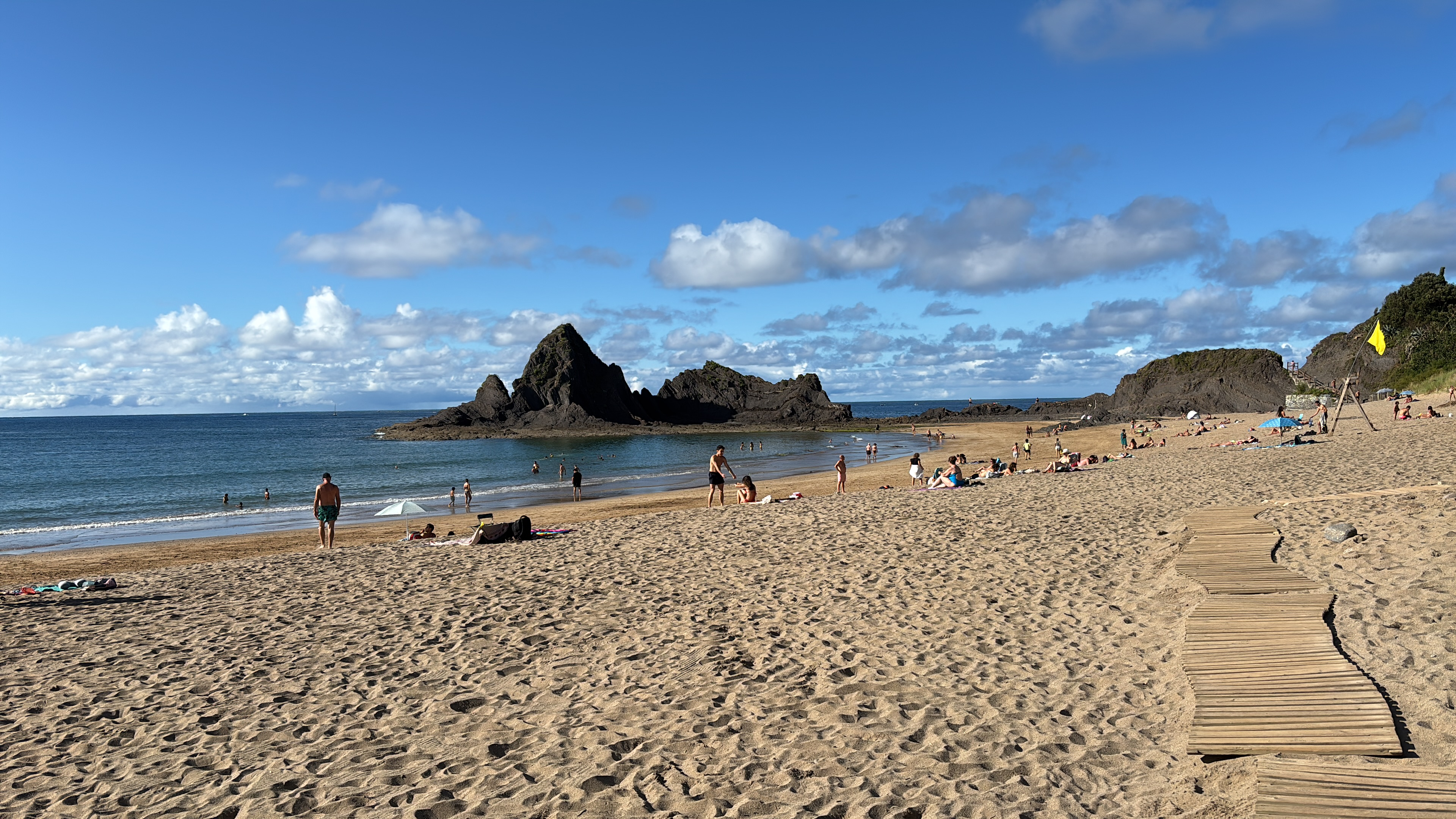
Vista general de la playa de Saturrarán.

La playa de Saturraran se cierra en su parte este con un cordón rocoso en el que destacan dos peñas que dan una característica singular al lugar. Estas peñas de origen Cretácico y denominadas Eskilantzarri, por su aspecto de campana, tienen asociada una leyenda popular que cuenta su origen.
La leyenda dice que había dos amantes llamados Satur y Aran. Satur, que era pescador, salía todos los día a pescar a la mar mientras que Aran se quedada a la espera en tierra. Un día de galerna Satur no regresó y Aran permaneció esperándole. Cuando fue consciente de que no volvería, Aran maldijo el mar y pidió que también se la llevara a ella. Aquella noche, tras un gran estruendo, Aran desapareció y en su lugar surgieron las dos grandes rocas de Saturraran: una es Satur y la otra es Aran.

## El complejo balneario
A la segunda mitad del siglo XIX se construyó un establecimiento hotelero marítimo-balneario denominado "Grand Hotel". Pronto, por el auge que los baños de mar alcanzaron, se construyó un segundo hotel llamado "Villa Capricho" y, más tarde, otros tres hospedajes: "La fonda Astigarraga", "Barrenengoa" y "Buena Vista".
En 1921 el obispado de Vitoria se hizo con la propiedad de las instalaciones y las convirtió en seminario de verano. El 1937 se convirtió en cárcel de mujeres y, cerrada esta en 1944, volvió a ser seminario. En 1987 el ayuntamiento de Motrico compra los terrenos al Obispado de Guipúzcoa y derruye los edificios.

## El penal femenino de Saturrarán
El complejo balneario de Saturrarán fue convertido en cárcel de mujeres durante la guerra civil, hasta cinco años después de finalizada esta. Por sus celdas pasaron más de 4000 presas políticas desde 1937 hasta 1944, entre las cuales cabe mencionar a Rosario Sánchez Mora. El penal tenía una capacidad de 700 plazas pero su población nunca bajó de las 1500 internas.
Por el penal de Saturrarán pasaron más de 4000 mujeres de entre 16 y 80 años provenientes de todos los puntos de España, todas ellas fueron presas políticas, aunque muchas no pertenecieran a ningún partido o asociación. Muchas de ellas fueron hechas presas por ser familiar de alguna persona políticamente activa, llegando a existir la acusación de "no haber sabido contener a sus hombres". El hecho de haberse mantenido fiel a la legalidad republicana fue considerado delito de rebelión por los alzados en armas contra el gobierno. Los hijos de estas mujeres fueron considerados "hijos de débiles mentales".
Según los datos de la Sociedad de Ciencias Aranzadi, en la cárcel de Saturrarán murieron 107 reclusas y 48 niños, tanto por los malos tratos que les infligieron las monjas de la orden de las mercedarias –encargadas de la custodia de la cárcel–, como por inanición, tifus y tuberculosis. Incluso se hizo desaparecer a un centenar de niños tal y como se recoge en el testimonio recogido por el juez Baltasar Garzón: 

Un día cuando las madres salieron al patio con sus hijos, las monjas les dijeron que los niños tenían que quedarse dentro, que iban a pasar un reconocimiento médico. Eran un centenar de niños. Cuando las madres volvieron los niños ya no estaban. Concepción que no tenía hijos quedó impresionada por las escenas de dolor y por los gritos de las madres que reclamaban a sus hijos. Amenazaron a las madres diciéndoles que callaran si querían conservar la vida. Una mujer de Oviedo que salió poco después de estos hechos encontró a su hija en casa de unos militares en Valencia, pero no sabía si la pudo recuperar o no.

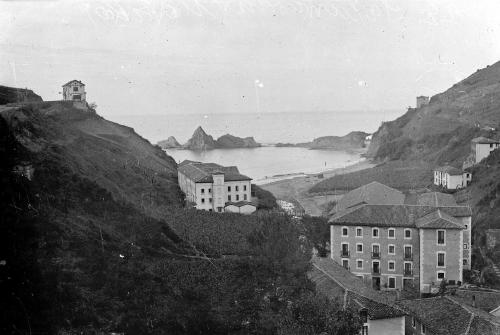
El balneario de Saturrarán fue la más importante cárcel de mujeres del frente norte durante los años 1938-1944. En 1987 se demolieron todos los edificios.

Estos niños fueron dados en adopción a familias afines a los gobernantes franquistas. También muchas familias de localidades vecinas se hicieron cargo de los hijos de las presas. El historiador Ricard Vinyes afirma: 

Una serie de disposiciones legales propiciaba que los padres de los niños que integraban Auxilio Social perdieran la patria potestad, que pasaba al Estado o a una familia siempre que ésta fuera profundamente católica y adepta al Régimen.

Para establecer el penal se utilizaron los edificios del hotel balneario que había en el lugar. El hotel contaba con tres edificios que sirvieron para diferenciar los pabellones de presas: uno para las madres, otro para las ancianas y un tercero para las jóvenes. Las reclusas disponían de unos 45 cm para dormir sobre jergones de hoja de maíz. Varias monjas de la orden de las Mercedarias y un sacerdote se encargaban de mantener el orden interior de la prisión y para la custodia había un destacamento de 50 militares. 
La superiora sor María Aranzazu Vélez de Mendizábal destacó por su crueldad. Las internas le apodaron "Pantera blanca". Casi todas las religiosas, muchas de ellas de poblaciones cercanas al penal, destacaron por el celo y crueldad con las que ejercieron su custodia. Hubo incluso quien viendo aquel comportamiento abandonó los hábitos de la orden. La solidaridad mostrada por los habitantes de las poblaciones de Ondarroa y Motrico, que llevaban voluntaria y gratuitamente comida a las presas, fue usada por las monjas para enriquecer la orden. Confiscaban los alimentos cedidos y los vendían en el economato e incluso fuera del recinto.
En 1943, un año antes de su cierre, aún contaba con una población de 1050 prisioneras, la mitad de las que había en todo el Estado. En 1944, se clausuró la cárcel y los edificios fueron cedidos a la Iglesia católica para su uso como seminario. Los edificios se demolieron en 1987 y solo queda algún rastro de cimiento y un antiguo depósito de agua.
En el año 2007 se realizó un homenaje a todas las mujeres y niños que estuvieron encerrados en ese lugar. Se colocó, por parte del Gobierno vasco, un pequeño monumento.
En 2010 el director Mikel Rueda dirige una TV movie de la ETB titulada Izarren Argia-Estrellas que alcanzar basada en los trágicos hechos ocurridos en la cárcel.
- Vídeo en recuerdo de las mujeres de la cárcel de Saturrarán